# Tübinger Vertrag

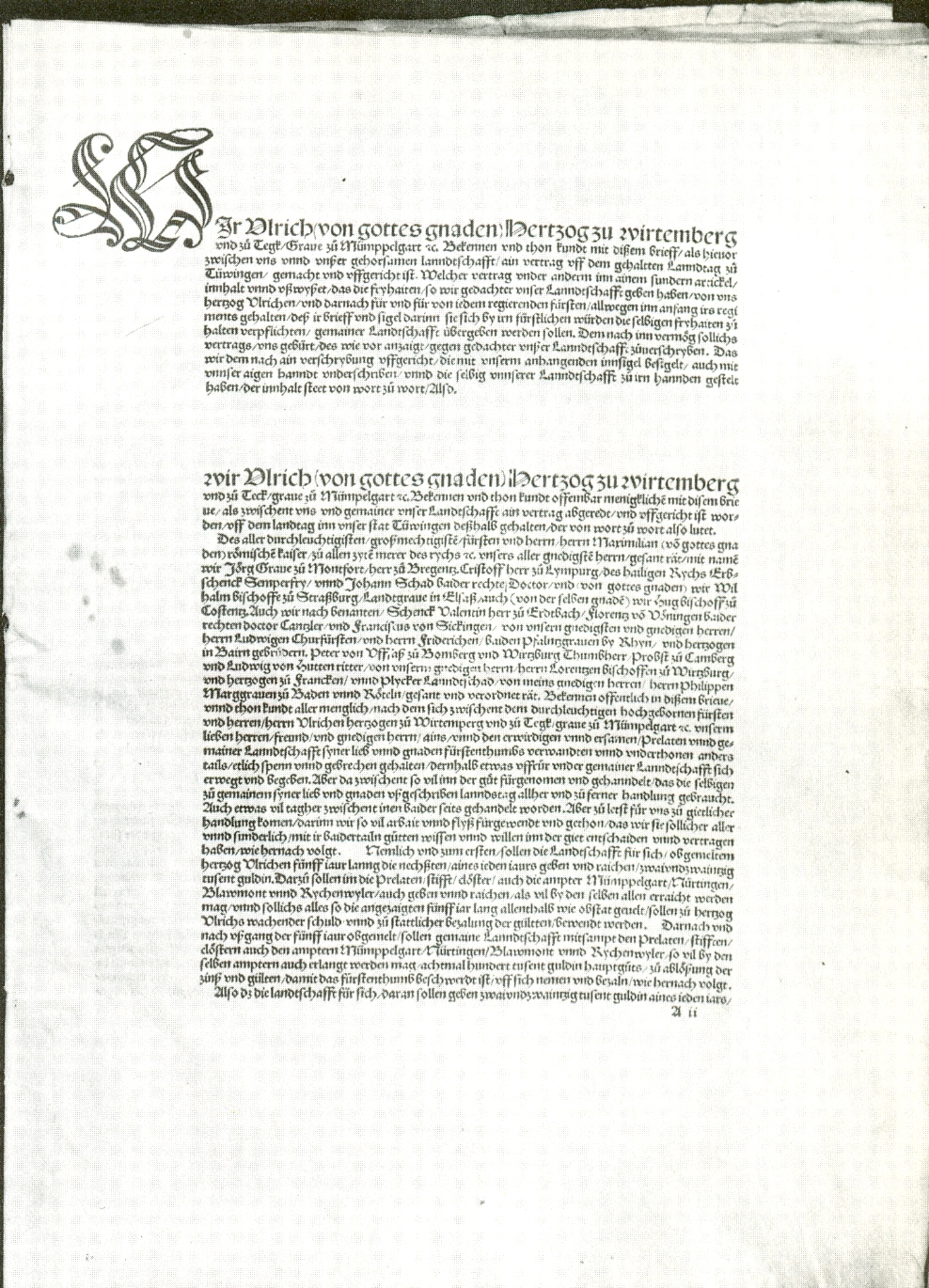
Originalurkunde des Tübinger Vertrags im Hauptstaatsarchiv Stuttgart

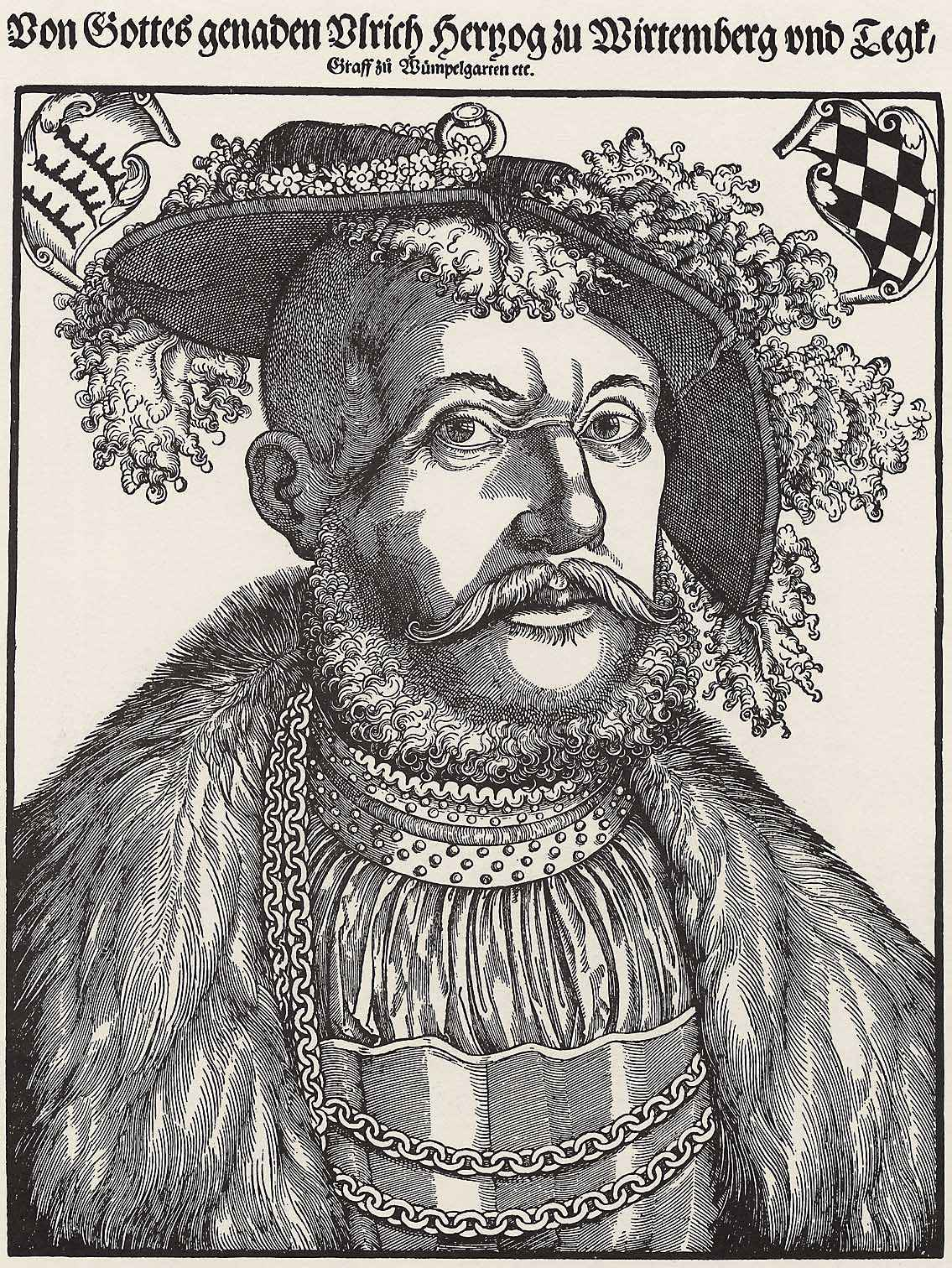
Herzog Ulrich von Württemberg

Der Tübinger Vertrag wurde am 8. Juli 1514 zwischen den württembergischen Landständen und Herzog Ulrich geschlossen. Mit dem Vertrag sicherte sich der in die Defensive geratene Herzog die Unterstützung der sogenannten Ehrbarkeit bei der Niederschlagung der Rebellion des Armen Konrads.

## Hintergrund
Da der hoch verschuldete Herzog Ulrich die Rebellion des Armen Konrads nicht unmittelbar niederschlagen konnte, stellte er den Aufständischen aus der Unterschicht einen Landtag in Aussicht, auf dem sie ihre Anliegen vorbringen könnten. Nachdem sich die zugespitzte Lage darauf entspannt hatte, brach der Herzog jedoch sein Wort: Er berief diesen Landtag am 16. Juni ins linientreue Tübingen statt nach Stuttgart ein und ließ dafür ausschließlich Vertreter der Ehrbarkeit und kaiserliche Vermittler zu. Die nunmehr schriftlich einzubringenden Forderungen der rebellischen Unterschicht wurden zu Beginn der Konferenz zwar verlesen, aber weitestgehend ignoriert. Mit dem Tübinger Vertrag bekam der Herzog die nötigen Mittel an die Hand, um erneut aufbegehrende Widerstandsgruppen zu „stillen“ und ihre Anführer zu sanktionieren.

## Vertragsinhalt
Im Tübinger Vertrag verpflichtete sich der Herzog, Fragen der Steuererhebung, von Landesverteidigung und Kriegswesen sowie den Verkauf von Landesteilen nur noch mit Zustimmung der Landstände zu regeln. Weiter wurde die „grundherrliche Abzugssteuer“ abgeschafft, wodurch die freie Ausreise ermöglicht wurde, mehr noch: das Recht auf Freizügigkeit, auf freie Berufswahl und auf Existenzgründung. Errungenschaften, um die in anderen deutschen Ländern noch 1848 gekämpft wurde. Doch es kam noch besser. Der Vertrag sicherte allen Bewohnern bei Strafprozessen ein ordnungsgemäßes Verfahren zu. Im Gegenzug verpflichteten sich die Landstände für mindestens 40 Jahre, für die Schulden des Herzogs aufzukommen. Dabei ging es um die ungeheuerlich anmutende Summe von 920.000 Gulden. Außerdem wurde dem Herzog aufgrund der jüngsten Erfahrungen die Einführung eines neuen Straftatbestandes zugestanden, der sich nicht nur zur Niederschlagung des Aufstands, sondern auch zur Durchsetzung eines absolutistischen Herrschaftsanspruches nutzen ließ: „Wer sich gegenüber der Obrigkeit – egal ob es fürstliche Räte, Amtleute, Geistlichkeit, Bürgermeister oder Stadtgericht – als ungehorsam erzaigt, habe Leib und Leben verwirkt.“
Mit dem Tübinger Vertrag konnte der Herzog von Württemberg mit der Herrschaft nicht länger nach Belieben schalten und walten. Nun war die Landschaft gleichberechtigter Miteigentümer des Landes. Nicht nur auf dem Feld der Grundrechte, auch auf dem der Finanz-, der Steuer- und der Außenpolitik brach der „Tübinger Vertrag“ die Allmacht des Landesherrn. Dieser musste von nun an in diesen Bereichen seine Macht mit den Ständen teilen. Insofern war der Vertrag ein frühes Beispiel gelungener Gewaltenteilung, eine „Magna Charta“ der Württemberger, die als Erstes Staatsgrundgesetz über drei Jahrhunderte in Kraft blieb und maßgeblich dazu beitrug, dass sich in weiten Teilen der Bevölkerung ein ausgeprägtes Rechtsbewusstsein entwickelte.
Der Vertrag sicherte im Ergebnis die Privilegien der Ehrbarkeit, was der Grüninger Theologe Reinhard Gaißer, der intellektuelle Kopf des Armen Konrads, offen kritisierte. Die von ihm eingeforderten Mitspracherechte blieben dem Gemeinen Mann bis ins 19. Jahrhundert verwehrt.

## Rezeption

Tübinger Wappen mit herausgehobenen Württemberger Hirschstangen

Tübingen, als Ort des Vertragsschlusses, darf seither die württembergischen Geweihstangen in seinem Stadtwappen führen. 
Der Tübinger Vertrag zählt heute zu den ältesten verfassungsgeschichtlichen Zeugnissen der Welt. Über die engen Landesgrenzen hinaus ist er Bestandteil einer Entwicklung, die mit der Magna Charta in England beginnt und bis zu unseren modernen Verfassungen mit ihren verbrieften Menschenrechten führt. Er ist ein wichtiger Teil der europäischen Verfassungsgeschichte und galt noch im 19. Jahrhundert, so der Tübinger Ludwig Uhland, als das gute, „alte Recht“.
Der Vertrag gilt als das Verfassungsdokument im Herzogtum Württemberg und wurde lange als „württembergische Magna Carta“ herausgehoben, was heutige Historiker für überbewertet halten. Der Theologe und Historiker Hellmut G. Haasis bezeichnet den Vertrag ganz im Sinne Reinhard Gaißers als „Schandwerk“, das „eine blutige Spur durch die Landesgeschichte“ gezogen habe. Er sieht keinen demokratischen Fortschritt, sondern einen Rückschritt auf Kosten der kommunalen Selbstbestimmung und der Versammlungsfreiheit. Mit dem „Empörerartikel“ hätte die Ehrbarkeit nicht nur die Anführer des Armen Konrads ans Messer geliefert, sondern den Gemeinen Mann seiner „Alten Rechte“ beraubt und absolutistischer Willkürherrschaft Tür und Tor geöffnet.

## Weiterführende Informationen